# Cyrtophora gemmosa
Cyrtophora gemmosa là một loài nhện trong họ Araneidae.
Loài này thuộc chi Cyrtophora. Cyrtophora gemmosa được Tord Tamerlan Teodor Thorell miêu tả năm 1899.